# Педро Мартін
Педро Мартін (ісп. Pedro Martín, нар. 16 січня 1992, Малага) — іспанський футболіст, нападник.

## Ігрова кар'єра
Народився 16 січня 1992 року в Малазі. Вихованець футбольної школи клубу «Атлетіко».
У дорослому футболі дебютував 2011 року виступами за другу команду клубу, в якій провів два сезони, взявши участь у 49 матчах третього іспанського дивізіону, забивши 16 голів. У сезоні 2011/12 провів одну гру за головну команду «Атлетіко», яка згодом виявилася єдиною на рівні Ла-Ліги у кар'єрі гравця.
2012 року перейшов до друголігової «Нумансії», згодом на тому ж рівні грав за «Мірандес» та «Тенерифе». 
У подальшому грав на рівні Сегунди Б, третього іспанського дивізіону, де захищав кольори команд «Сельта Б», «Реал Мурсія», «Льєйда Еспортіу» та «Хімнастік».
2022 року на правах оренди з останнього клубу приєднався до команди «Атлетіко Санлукеньйо».

## Досягнення
- Володар Супер Кубка: 2023